# Ленинградский институт истории, философии и лингвистики
Ленинградский институт философии, лингвистики и истории (ЛИФЛИ) — гуманитарный вуз университетского типа, существовавший в Ленинграде с 1931 по 1937 год. Был выделен из ЛГУ и в конечном счёте снова с ним слит. Его профилем была «подготовка младших научных работников и преподавателей вузов в области истории, философии, литературы и лингвистики».

## История
В 1930 году на базе выделившегося из состава Ленинградского университета историко-лингвистического факультета был образован Ленинградский государственный историко-лингвистический институт (ЛГИЛИ) в составе трёх отделений: историко-литературного, музейно-краеведческого и редакционно-издательского. «Общетеоретический уровень преподавания был значительно снижен, уступив место сугубому практицизму. Так, например, институт готовил не литературоведа, а редактора-издателя или книговеда; не историка, а музейного работника или краеведа; вместо лингвистов-специалистов в области конкретных языков — подготовлялись переводчики и т. п.»
Постановлением коллегии Наркомпроса от 4 июля 1932 года институту был возвращён университетский профиль, срок обучения был увеличен с трёх лет до четырёх (позже до пяти), выведены из состава музейно-краеведческое и редакционно-издательское отделения.
С организацией в 1933 году философского отделения институт был переименован в Ленинградский историко-философско-лингвистический институт (ЛИФЛИ). В 1934 году отделения института реорганизованы в факультеты: лингвистический, литературный, исторический, философский.
Располагался на Университетской набережной, дом 11.
По состоянию на 1934 год штат составлял 263 человека, в том числе 8 академиков, 14 членов-корреспондентов Академии наук, 68 профессоров.
В 1936—1937 гг. философский и исторический факультеты института объединены с воссозданным (в 1934 году) историческим факультетом Ленинградского университета, на базе двух других факультетов ЛИФЛИ образован филологический факультет Ленинградского университета.
В сентябре 1937 г. он ещё существовал (существует  фото студенческого билета, выданного  Л.М.Лотман, датированного 8 сентября 1937 и действительного до 1 января 1938 г.)
Численность студентов:
- 1931/32 — 635 чел.
- 1932/33 — 699 чел.
- 1933/34 — 715 чел.
- 1934/35 — 926 чел.

## Профессорско-преподавательский состав
Исторический факультет: академики Б. Д. Греков, В. В. Струве, Е. В. Тарле; члены-корреспонденты АН СССР О. А. Добиаш-Рождественская, В. И. Равдоникас, С. Г. Томсинский; профессора С. И. Ковалёв, Розенталь, Быковский, И. М. Гревс, Годес, П. П. Щеголев, А. И. Молок, С. Г. Лозинский, Н. А. Корнатовский, Алимов, М. М. Цвибак; доценты Кокин, Н. И. Ульянов, В. В. Мавродин, Троцкий, Л. Л. Раков, Попов, М. А. Илюкович.
Лингвистический факультет: академики В. М. Алексеев, Н. С. Державин, С. А. Жебелёв, Н. И. Конрад, И. Ю. Крачковский, Н. Я. Марр, И. И. Мещанинов, С. П. Обнорский, И. А. Орбели, В. Ф. Шишмарёв, Л. В. Щерба, Ф. И. Щербатской; члены-корреспонденты АН СССР А. И. Малеин, Н. Н. Поппе, А. А. Фрейман и др.
Литературный факультет: академики М. П. Алексеев, В. М. Жирмунский, А. С. Орлов, И. И. Толстой; член-корреспондент АН СССР Н. К. Пиксанов; профессора М. Н. Азадовский, В. В. Гиппиус, В. А. Десницкий, В. Е. Евгеньев-Максимов, П. Н. Медведев, А. А. Смирнов, А. Г. Фомин, Б. М. Эйхенбаум, Н. В. Яковлев.
Философский факультет: профессора Тымянский, Кучеров, В. Н. Ральцевич, Широков, Янковский, Вайсберт, Ульрих, Спокойный, А. Айзенберг, И. И. Презент.

## Выпускники
- Андрей Александров-Агентов— советский партийный и государственный деятель, дипломат, помощник Генерального секретаря ЦК КПСС.
- Габдулла Амантай — башкирский поэт, литературовед, фольклорист, общественный деятель.
- Иван Андреев —  марийский советский учёный-языковед и журналист.
- Николай Лесючевский — советский литератор, главный редактор издательства «Советский писатель» (1951—1957), Председатель Правления с 1958.